# Ан фас
Ан фас су били рок-група из Горњег Милановца.

## Историјат
Групу је основао бубњар Горан Угарчина Уго (пре тога бубњар Бјесова), који је истовремено био и аутор текстова свих песама. Група је издала само један албум у формату музичке касете, 1994. године. Недуго после тога, распали су се. Неколико година након Ан фаса, Слободан Вуковић постаје гитариста реформираних Бјесова.

## Чланови бенда
- Милан Вукелић - певање
- Слободан Вуковић Били - гитара
- Горан Угарчина Уго - бубњеви
- Здравко Николић - бас гитара

## Дискографија

### Албуми
- Ан фас, (ИТВ Меломаркет, 1994)